# Basket-ball à trois aux Jeux méditerranéens de 2018
Navigation
Mersin 2013 Oran 2022
Les épreuves de basket-ball à trois des Jeux méditerranéens de 2018 ont lieu à Tarragone, en Espagne, du 27 au 29 juin 2018.

## Podiums
| Épreuves | Or                                                                   | Argent                                                                          | Bronze                                                           |
| -------- | -------------------------------------------------------------------- | ------------------------------------------------------------------------------- | ---------------------------------------------------------------- |
| Hommes   | France Jim Seymour Charly Pontens Lucas Dussoulier Tim Eboh          | Italie Riccardo Bolpin Leonardo Totè Federico Mussini Vittorio Nobile           | Slovénie Dejan Trnjak Stojan Đekanovič Jan Novak Milan Kovačevič |
| Femmes   | France Assitan Koné Marie Mané Victoria Majekodunmi Caroline Hériaud | Espagne Laia Flores Costa Marina Lizarazu Herrera Nogaye Lo Sylla Laura Quevedo | Portugal Ana Rua Emília Ferreira Josephine Filipe Sofia Pinheiro |

## Tableau des médailles

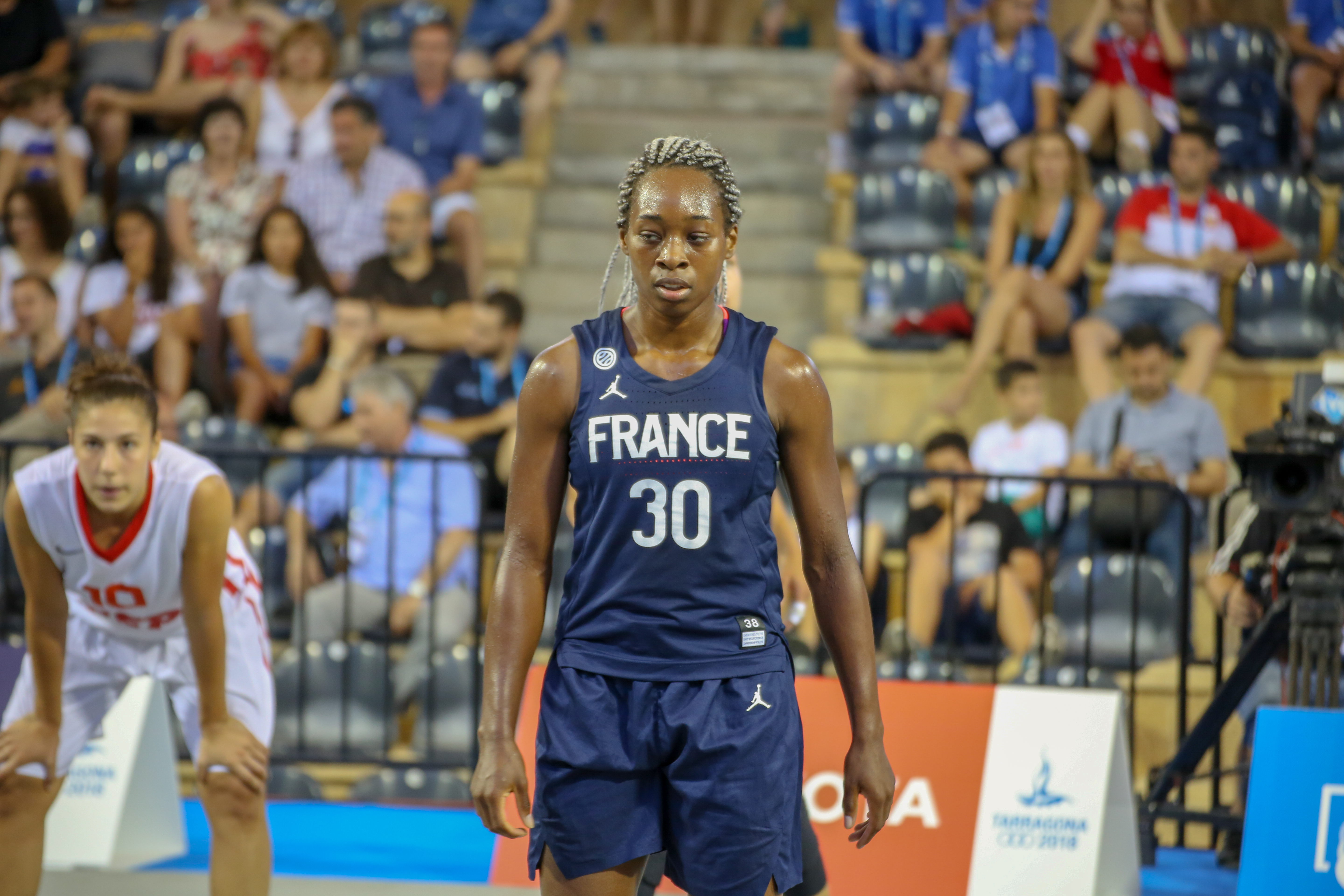
Victoria Majekodunmi - Tarragona 2018

Légende
 *  Pays organisateur
| Rang  | Nation   | Or | Argent | Bronze | Total |
| ----- | -------- | -- | ------ | ------ | ----- |
| 1     | France   | 2  | 0      | 0      | 2     |
| 2     | Espagne  | 0  | 1      | 0      | 1     |
| 2     | Italie   | 0  | 1      | 0      | 1     |
| 4     | Portugal | 0  | 0      | 1      | 1     |
| 4     | Slovénie | 0  | 0      | 1      | 1     |
| Total | Total    | 2  | 2      | 2      | 6     |